# Loïs Boisson
Loïs Boisson (na pronúncia portuguesa: ˈlojs bojˈsõ), nascida em 16 maio de 2003, é uma tenista profissional francesa. Ela atingiu a 65ª posição no ranking WTA de simples em 9 de junho de 2025, após alcançar seu melhor desempenho em um Grand Slam, chegando as semifinais em Roland Garros 2025, logo em sua primeira participação no sorteio principal. Ela se tornou a primeira jogadora curinga/qualificado na Era Aberta a alcançar tal feito.

## Carreira

### 2021: estreia no WTA Tour
Boisson fez sua estreia no WTA Tour no WTA Lyon Open de 2021, tendo recebido um wildcard para a chave principal de duplas, ao lado de Juline Fayard.

### 2024: Primeiro título WTA 125, top 200
Depois de ganhar três títulos no Circuito ITF no começo do ano, Boisson alcançou sua primeira vitória no WTA 125 em Saint-Malo, batendo Chloé Paquet em três partidas na final. Como resultado, ela alcançou o top 200. Ela estava agendada para ser um wildcard na sua primeira participação no torneio principal do Aberto da França de 2024, mas não conseguiu participar devido a uma lesão no joelho esquerdo, rompendo o ligamento cruzado anterior uma semana antes de Roland Garros, no Torneio Clarins de 2024.

### 2025: Estreia em Major e semifinal, top 75 e nº 1 francês
Classificada como n.º 361, em sua estreia no torneio Grand Slam no Aberto da França de 2025, Boisson chegou à semifinal pela primeira vez, registrando suas primeiras grandes vitórias, como curinga, derrotando a 24ª cabeça de chave Elise Mertens, Anhelina Kalinina, a também curinga Elsa Jacquemot, a n.º 3 do mundo, Jessica Pegula, e a sexta cabeça de chave do mundo e ex-semifinalista, Mirra Andreeva, antes de perder para a segunda cabeça de chave Coco Gauff nas semifinais. Boisson foi a primeira mulher a chegar às quartas de final em sua estreia na chave principal desde que Carla Suárez Navarro chegou às oitavas de final em 2008 como qualificada. Boisson se tornou o quarto-finalista e semifinalista com a classificação mais baixa em Roland Garros nos últimos 40 anos, e o quarto-finalista com a classificação mais baixa em qualquer evento do Grand Slam desde 2017 (n.º 418 Kanepi no US Open). Ela se tornou a primeira mulher em 35 anos a chegar às semifinais em seu primeiro major desde Jennifer Capriati, e a primeira francesa desde Marion Bartoli em 2011, nas semifinais de Roland Garros. Sua corrida foi encerrada por Coco Gauff. Como resultado, ela subiu para a 65ª posição no ranking de simples da WTA e é atualmente a jogadora mais bem classificada da França.

## Cronograma de desempenho do Grand Slam
| V | F | SF | QF | #R | RR | Q# | P# | NQ | NP | Z# | PO | O | P | B | NTM | NTI | A | NO |

 •  (V) vencedor; (F) finalista; (SF) semifinalista; (QF) quartas de final; (#R) rodada 4, 3, 2, 1; (RR) round-robin; (Q#) rodada qualificatória; (P#) rodada preliminar; (NQ) não qualificado; (NP) não participou; (Z#) grupo zonal da Davis/Fed Cup (com número indicativo) ou (PO) play-off; (O) ouro, (P) prata ou (B) bronze medalha Olímpica/Paralímpica; (NTM) não é torneio Masters; (NTI) não é torneio nível I; (A) adiado; (NO) não ocorreu; (TS) taxa de sucesso (eventos vencidos / participados); (V–P) jogos vencidos-perdidos.
 •  Para evitar confusões e contagem em duplicidade, esses quadros são atualizados após a conclusão de um torneio ou quando a participação de um jogador termina.

### Simples
| Torneios            | 2021 | 2022 | 2023 | 2024 | 2025 | W–L |
| ------------------- | ---- | ---- | ---- | ---- | ---- | --- |
| Aberto da Austrália | UM   | UM   | UM   | UM   | UM   | 0–0 |
| Aberto da França    | Q2   | Q1   | Q1   | UM   | SF   | 5–1 |
| Wimbledon           | UM   | UM   | UM   | UM   |      | 0–0 |
| Aberto dos EUA      | UM   | UM   | UM   | UM   |      | 0–0 |
| Vitória-derrota     | 0–0  | 0–0  | 0–0  | 0–0  | 5–1  | 5–1 |

## Finais doWTA Challenger

### Simples: 1 (título)
| Resultado | W–L | Data         | Torneio                      | Superfície | Adversário   | Pontuação           |
| --------- | --- | ------------ | ---------------------------- | ---------- | ------------ | ------------------- |
| Ganhar    | 1–0 | Maio de 2024 | Aberto de Saint-Malo, França | Argila     | Chloé Paquet | 4–6, 7–6 (7–3), 6–3 |

## Outros links
- Loïs Boisson na Associação de Tênis Feminino
- Loïs Boisson na Federação Internacional de Tênis